# I Might Be Wrong
Pistes de Amnesiac
You and Whose Army Knives Out
I Might Be Wrong est le 5e titre figurant sur l'album Amnesiac du groupe de rock anglais Radiohead. Il est sorti sous forme de single uniquement aux États-Unis, où il s'est classé 27e du Billboard Modern Rock Tracks.
La chanson a été jouée en live pour la première fois en fin d'un concert à la Villa Reale à Milan, le 19 juin 2000, et a très vite été plébiscitée par les spectateurs des concerts de Radiohead. Une version live figure sur I Might Be Wrong: Live Recordings, album live de Radiohead sorti en 2001. Elle a également été jouée en version acoustique par Thom Yorke.

## Clips
Même si I Might Be Wrong n'est sorti en single qu'aux États-Unis, 2 clips ont été produits pour ce titre. Le premier, diffusé uniquement sur le web, était disponible durant l'ère Amnesiac sur le site officiel de Radiohead (aujourd'hui hors ligne). Le second, réalisé par Sophie Muller, diffuse des images furtives de Thom Yorke et Jonny Greenwood dans un parking lugubre, jouant la chanson. Ce clip a été diffusé quelques mois après la sortie de Amnesiac.